# Źródło Podborze
Źródło Podborze – źródło w południowo-zachodniej części Rudawy w przysiółku Werbownia (ul. Kalwaryjska, działka nr 765), przy drodze do Młynki w części Podborze.
Znajduje się w Rowie Krzeszowickim na terenie Tenczyńskiego Parku Krajobrazowego (ok. 150 m na południe od drogi krajowej nr 79).